# Gewerbepark Hohenlohe
Der Gewerbepark Hohenlohe, verwaltet durch die Gemeinde Kupferzell sowie den Städten Waldenburg und Künzelsau, befindet sich im Landkreis Hohenlohe im baden-württembergischen Regionalverband Heilbronn-Franken und beheimatet zahlreiche Industrie- und Handelsunternehmen.

## Organisation
Der Zweckverband Gewerbepark Hohenlohe wurde im April 1990 durch die Kommune Kupferzell und der Stadt Waldenburg gegründet. Ein Jahr später trat Künzelsau dem Verband bei. Das Beteiligungsverhältnis ist: Stadt Künzelsau: 40 %, Kupferzell und Waldenburg mit jeweils 30 %.
Das Hauptorgan des Zweckverbands ist die Verbandsversammlung aus den Bürgermeistern der drei Mitgliedsgemeinden und fünf weiteren Vertretern des jeweiligen Stadt- bzw. Gemeinderats. Der gesetzliche Vertreter ist der ehrenamtliche Verbandsvorsitzende.
Die Aufgaben des Zweckverbands sind insbesondere die Bauleitplanung, die Erschließung und Unterhaltung sowie die Ver- und Entsorgung des Gewerbeparks Hohenlohe.

## Standort
Der Gewerbepark Hohenlohe ist mit rund 5000 Mitarbeitern in mehr als 10 Unternehmen das größte gewerbliche Verbandsgebiet in der näheren Umgebung. Rund 230 Hektar umfasst das aktuelle Verbandsgebiet, davon sind 135 Hektar südlich der A6 erschlossen. Als Erweiterungsflächen stehen 95 Hektar nördlich der Autobahn zur Verfügung, wovon derzeit 42 Hektar erschlossen sind.
Die vertretenen Branchen sind  Außenhandel, Befestigungstechnik,  Elektromechanik, Elektronik, Hoch- und Industriebau, Industrieverpackungen,  Logistik, Tief- und Straßenbau sowie  Vertrieb.
Über den Gewerbepark hinaus beheimatet der Hohenlohekreis viele weitere Industrie- und Handwerksunternehmen. Gemessen an seiner Einwohnerzahl weist er – nach eigenen Angaben –  die höchste Dichte an Weltmarktführern in Deutschland auf. Die Schwerpunkte liegen überwiegend in der elektrotechnischen Industrie, im metallverarbeitenden Gewerbe, vor allem im Fahrzeug- und Maschinenbau, sowie in der Mess-, Steuer- und Regeltechnik, der Ventilatoren- und Lüftungstechnik, der chemischen Industrie und der Kunststofftechnik.

## Verkehrsanbindung und Infrastruktur
Das Verbandsgebiet liegt direkt an der Autobahn A6 als wichtige Ost-West-Fernverkehrslinie und an der Bundesstraße B19. Durch den Bahnhof Waldenburg ist das Gebiet direkt an die Bahnlinie Mannheim – Heilbronn – Nürnberg angebunden.
Im gesamten Gewerbepark steht Glasfasertechnologie zur Verfügung. Des Weiteren ist im gesamten Gebiet Gasversorgung möglich.